# Jan Andersson
Jan Andersson (n. 17 martie 1947) este un om politic suedez, membru al Parlamentului European în perioada 1999-2004 din partea Suediei.
1. 1 2 3  Andersson, Jan Torsten, Sveriges befolkning 2000[*]
2. ↑  Deputații în Parlamentul European
3. ↑  Riksdagens snabbprotokoll 1994/95:48 Tisdagen den 10 januari, accesat în 4 iulie 2021